# Saint-Étienne-de-Chigny
Saint-Étienne-de-Chigny là một xã của tỉnh Indre-et-Loire, thuộc vùng Centre-Val de Loire, miền trung nước Pháp.